# Anchytarsus bicolor
Anchytarsus bicolor är en skalbaggsart som först beskrevs av Melsheimer 1846.  Anchytarsus bicolor ingår i släktet Anchytarsus och familjen Ptilodactylidae. Inga underarter finns listade i Catalogue of Life.